# Starksia hassi
Starksia hassi är en fiskart som beskrevs av Klausewitz, 1958. Starksia hassi ingår i släktet Starksia och familjen Labrisomidae. Inga underarter finns listade i Catalogue of Life.